# Дневник Идзуми Сикибу
«Дневни́к И́дзуми Сикибу́» (яп. 和泉式部日記, Izumi Shikibu nikki, «И́дзуми Сикибу́ ни́кки»), также «По́весть об И́дзуми Сикибу́» («И́дзуми Сикибу́ моногатари») — произведение японской литературы, условно причисляемое к жанрам либо никки, либо моногатари, предположительно созданное Идзуми Cикибу в эпоху Хэйан предположительно в начале XI века и написанное хираганой на позднем старояпонском языке. Сочинение выполнено в эстетике моно но аварэ, проза перемежается поэтическими произведениями жанра вака (пятистишиями).

## Описание
Наряду с Сэй-Сёнагон и Мурасаки Сикибу Идзуми Cикибу числится среди трёх гениев хэйанской литературы. Датировка создания её дневника зависит от того, каким образом решается проблема его авторства. До 1930-х годов вопрос авторства не поднимался, так как считалось, что сочинение было написано Идзуми Cикибу. В настоящее время исследователи делятся на две группы. К первой относятся те, которые считают, что автором «Дневника» была Идзуми Cикибу — тогда сочинение было написано ею либо в 1008 году, либо в глубокой старости. Часть японских специалистов относит завершение дневника к 1007 году. Н. И. Конрад датировал «И́дзуми-сикибу́-никки» 1004 годом. Учёные другой большой группы полагают, что произведение было создано иным автором, избирая наиболее подходящей кандидатурой Фудзивару Сюндзэя (1114—1204), и в таком случае датируют составление дневника концом эпохи Хэйан, то есть XII веком. В пользу этой версии свидетельствует то, что часть дневника написана от третьего лица, а также иное название в некоторых списках — «Повесть об Идзуми Cикибу». В. Н. Горегляд отметил не бесспорное мнение Ямагиси Токухэя, указавшего, что произведения с разными названиями «написаны не теми авторами, на чьих стихах они основаны». Т. Л. Соколова-Делюсина, автор первого полного перевода на русский язык, относит себя к первой группе исследователей, склоняясь к авторству Идзуми Cикибу и датируя её дневник 1008 годом, расценивая доводы оппонентов недостаточно убедительными.
В дневнике описаны события 10 или 9 месяцев (даты не указаны автором, но восстанавливаются по косвенным признакам: с 13 мая 1003 года по конец января 1004 года) — самая счастливая пора в жизни поэтессы, что обусловлено сильной взаимной любовью к принцу Ацумити. К тому же времени относится проявление в полной мере редкого поэтического дара Идзуми Cикибу, завоевавшей славу одной из лучших поэтесс тогдашней японской столицы Киото.
Для поддержания Идзуми Cикибу после смерти принца Ацумити (1007) Фудзивара-но Митинага предложил пойти в услужение к его дочери, супруге императора Итидзё, императрице Сёси (988—1074), при дворе которой уже находилась Мурасаки Сикибу. Соколова-Делюсина предполагает, что именно тогда, при дворе, Идзуми Cикибу написала свой дневник, который Конрад также именовал автобиографической повестью, характеризующейся «лирическим колоритом, обилием стихотворений (танка), рассыпанных повсюду и нередко неотрывно входящих в повествование». Соколова-Делюсина относит данное сочинение не к жанру чиновничьих или путевых предельно документальных дневников с точной датировкой записей, а к жанру «литературных» дневников с подробными описаниями чувств и мыслей автора, стремлением объяснить подоплеку человеческих действий.
«Дневник Идзуми Сикибу» несомненно связан с домашними поэтическими антологиями, «в его основе лежит любовная переписка между Идзуми Сикибу и принцем Ацумити». Произведение не создавалось постепенно по мере ежедневных записей, но было написано ретроспективно, некоторое время спустя описываемых событий, а для освежения воспоминаний использовались сохранившиеся письма. В сочинении подробно описана история любви от её начала и до переезда героини в дом принца. Прозаический текст содержит 145 стихотворений (пятистиший танка: 18 % всего текста, или около 19 %). Некоторые стихотворения (94, 131; возможно 83) представляют собой одни из ранних примеров «нанизанных строф» — рэнга. К двустишию принца Ацумити Идзуми Сикибу добавляла начальное трехстишие, в результате получалось пятистишие — танка.
Пятистишия вака (танка) занимают важнейшее место в произведении. О роли поэзии в дневниках эпохи Хэйан Соколова-Делюсина писала следующее: любовное послание «должно было быть зашифровано таким образом, чтобы его мог понять лишь тот человек, которому оно было предназначено. Именно это обстоятельство во многом и определило внутреннюю поэтику вака. На первый взгляд многие пятистишия воспевают красоту природы, не более, но на самом деле „природное“ очень часто служит лишь прикрытием для „человеческого“. Японские поэты использовали окружающий их мир как своеобразный арсенал символов, помогающих им в завуалированной форме передать свои чувства адресату с тем, чтобы вызвать у него ответное чувство или даже подтолкнуть его к какому-нибудь действию. Природное в вака всегда связано с человеческим, человеческое передается через природное, и все средства художественной выразительности, и в первую очередь какэкотоба (перекидные слова, слова-мостики, слова-связки), рассчитаны на то, чтобы выявить эту нерасторжимую связь природного и человеческого.
Авторский автограф не сохранился, сочинение дошло в списках трёх групп, основывающихся на текстах, переписанных в нижеуказанные годы: «Сандзёнисикабон» («Сандзёниси кахон», наиболее авторитетный источник) учёного и поэта Сандзёниси Санэтака (1455—1537), «Оэйбон» (1414) и «Кангэнбон» (1246). По данным Горегляда, сохранилась 31 рукопись «Дневника». К различиям текстов этих групп относятся разночтения, отдельные пропуски слов и фраз, пререстановки частей и другие.

## Издания
- Идзуми Cикибу. Дневник Идзуми Cикибу = Идзуми Cикибу никки // Собрание стихотворений. Дневник / Пер. с япон., предисл. и комм. Т. Л. Соколовой-Делюсиной. — СПб. : Гиперион, 2004. — 352 с. — (Японская классическая библиотека). — ISBN 5-89332-100-6. Первая публикация полного перевода на русский язык.

## Комментарии
1. ↑  В данном случае прозвище, составленное из названия провинции и придворного звания, воспринимается в качестве имени собственного по аналогии с Мурасаки Сикибу. По обыкновению женские имена собственные средневековой Японии остались неизвестны. Ударение И́дзуми согласно Н. И. Конраду.